# Grand Prix Portugalii 1959
Grand Prix Portugalii 1959 (oficjalnie Grande Premio de Portugal 1959) – drugi historii wyścig Grand Prix Portugalii w Formule 1 i siódma eliminacja Mistrzostw Świata sezonu 1959 zarazem jedyny wyścig Formuły 1 na torze Monsanto Park. Wyścig wygrał Stirling Moss w bolidzie Cooper T51.

## Wyniki

### Kwalifikacje
Źródło: statsf1.com
| P  | Nr | Kierowca               | Konstruktor(-silnik) | Opony | Czas   | Odstęp | Strata |
| -- | -- | ---------------------- | -------------------- | ----- | ------ | ------ | ------ |
| 1  | 4  | Stirling Moss          | Cooper-Climax        | D     | 2:02,9 | –      | –      |
| 2  | 1  | Jack Brabham           | Cooper-Climax        | D     | 2:04,9 | +2,0   | +2,0   |
| 3  | 2  | Masten Gregory         | Cooper-Climax        | D     | 2:06,3 | +1,4   | +3,4   |
| 4  | 5  | Maurice Trintignant    | Cooper-Climax        | D     | 2:07,4 | +1,1   | +4,5   |
| 5  | 7  | Jo Bonnier             | BRM                  | D     | 2:07,9 | +0,5   | +5,0   |
| 6  | 16 | Dan Gurney             | Ferrari              | D     | 2:08,0 | +0,1   | +5,1   |
| 7  | 15 | Phil Hill              | Ferrari              | D     | 2:08,1 | +0,1   | +5,2   |
| 8  | 3  | Bruce McLaren          | Cooper-Climax        | D     | 2:08,2 | +0,1   | +5,3   |
| 9  | 6  | Harry Schell           | BRM                  | D     | 2:09,1 | +0,9   | +6,2   |
| 10 | 14 | Tony Brooks            | Ferrari              | D     | 2:11,0 | +1,9   | +8,1   |
| 11 | 8  | Ron Flockhart          | BRM                  | D     | 2:11,2 | +0,2   | +8,3   |
| 12 | 10 | Roy Salvadori          | Aston Martin         | A     | 2:13,3 | +2,1   | +10,4  |
| 13 | 9  | Carroll Shelby         | Aston Martin         | A     | 2:13,6 | +0,3   | +10,7  |
| 14 | 18 | Mário de Araújo Cabral | Cooper-Maserati      | D     | 2:15,3 | +1,7   | +12,4  |
| 15 | 11 | Graham Hill            | Lotus-Climax         | D     | 2:15,6 | +0,3   | +12,7  |
| 16 | 12 | Innes Ireland          | Lotus-Climax         | D     | 2:18,5 | +2,9   | +15,6  |
| P  | Nr | Kierowca               | Konstruktor(-silnik) | Opony | Czas   | Odstęp | Strata |

### Wyścig
Źródła: statsf1.com
| P                                                     | + / –     | Nr | Kierowca               | Konstruktor     | Opony | Okr. | Czas / Strata | Komentarz       |
| ----------------------------------------------------- | --------- | -- | ---------------------- | --------------- | ----- | ---- | ------------- | --------------- |
| 1                                                     | Bez zmian | 4  | Stirling Moss          | Cooper-Climax   | D     | 62   | 2:11:55,41    |                 |
| 2                                                     | 1         | 2  | Masten Gregory         | Cooper-Climax   | D     | 61   | +1 okr.       |                 |
| 3                                                     | 3         | 16 | Dan Gurney             | Ferrari         | D     | 61   | +1 okr.       |                 |
| 4                                                     | Bez zmian | 5  | Maurice Trintignant    | Cooper-Climax   | D     | 60   | +2 okr.       |                 |
| 5                                                     | 4         | 6  | Harry Schell           | BRM             | D     | 59   | +3 okr.       |                 |
| 6                                                     | 6         | 10 | Roy Salvadori          | Aston Martin    | A     | 59   | +3 okr.       |                 |
| 7                                                     | 4         | 8  | Ron Flockhart          | BRM             | D     | 59   | +3 okr.       |                 |
| 8                                                     | 5         | 9  | Carroll Shelby         | Aston Martin    | A     | 58   | +4 okr.       |                 |
| 9                                                     | 1         | 14 | Tony Brooks            | Ferrari         | D     | 57   | +5 okr.       |                 |
| 10                                                    | 4         | 18 | Mário de Araújo Cabral | Cooper-Maserati | D     | 56   | +6 okr.       |                 |
| Niesklasyfikowani                                     |           |    |                        |                 |       |      |               |                 |
|                                                       |           | 3  | Bruce McLaren          | Cooper-Climax   | D     | 38   | +24 okr.      | przekładnia     |
|                                                       |           | 1  | Jack Brabham           | Cooper-Climax   | D     | 23   | +39 okr.      | wypadek         |
|                                                       |           | 7  | Jo Bonnier             | BRM             | D     | 10   | +52 okr.      | silnik          |
|                                                       |           | 15 | Phil Hill              | Ferrari         | D     | 5    | +57 okr.      | wypadek         |
|                                                       |           | 11 | Graham Hill            | Lotus-Climax    | D     | 5    | +57 okr.      | wypadek         |
|                                                       |           | 12 | Innes Ireland          | Lotus-Climax    | D     | 3    | +59 okr.      | skrzynia biegów |
| Nie wystartowali / niedopuszczeni do ponownego startu |           |    |                        |                 |       |      |               |                 |
|                                                       |           | 17 | Ian Burgess            | Cooper-Maserati | D     | 0    |               | nie przybył     |
|                                                       |           | 19 | Fritz d’Orey           | Maserati        | D     | 0    |               | nie przybył     |
| P                                                     | + / –     | Nr | Kierowca               | Konstruktor     | Opony | Okr. | Czas / Strata | Komentarz       |

### Najszybsze okrążenie
Źródło: statsf1.com
| Nr | Kierowca      | Konstruktor   | Czas    | Okr. |
| -- | ------------- | ------------- | ------- | ---- |
| 4  | Stirling Moss | Cooper-Climax | 2:05,07 | 28   |

### Prowadzenie w wyścigu
Źródło: statsf1.com
| Nr                              | Kierowca      | Konstruktor   | Okrążenia | Suma |
| ------------------------------- | ------------- | ------------- | --------- | ---- |
| 4                               | Stirling Moss | Cooper-Climax | 1-62      | 62   |
| \| Wykres \| \| ------ \| \| \| |               |               |           |      |
| Wykres                          |               |               |           |      |
|                                 |               |               |           |      |

## Klasyfikacja po wyścigu
Pierwsza piątka otrzymywała punkty według klucza 8-6-4-3-2, 1 punkt przyznawany był dla kierowcy, który wykonał najszybsze okrążenie w wyścigu. Liczone było tylko 5 najlepszych wyścigów danego kierowcy. W nawiasach podano wszystkie zebrane punkty, nie uwzględniając zasady najlepszych wyścigów.
Uwzględniono tylko kierowców, którzy zdobyli jakiekolwiek punkty
| P  | +/− | Kierowca            | Starty | Punkty | P1 | P2 | P3 | PP | NO | NS |
| -- | --- | ------------------- | ------ | ------ | -- | -- | -- | -- | -- | -- |
| 1  | 0   | Jack Brabham        | 6      | 27     | 2  | 1  | 1  | 1  | 1  | 2  |
| 2  | 0   | Tony Brooks         | 6      | 23     | 2  | 1  | –  | 2  | 1  | 2  |
| 3  | +3  | Stirling Moss       | 6      | 17,5   | 1  | 1  | –  | 2  | 4  | 4  |
| 4  | −1  | Phil Hill           | 5      | 13     | –  | 1  | 1  | –  | –  | 1  |
| 5  | 0   | Maurice Trintignant | 6      | 12     | –  | –  | 1  | –  | –  | –  |
| 6  | −2  | Jo Bonnier          | 6      | 10     | 1  | –  | –  | 1  | –  | 4  |
| 7  | +5  | Masten Gregory      | 6      | 10     | –  | 1  | 1  | –  | –  | 3  |
| 8  | +1  | Dan Gurney          | 3      | 10     | –  | 1  | 1  | –  | –  | 1  |
| 9  | −2  | Bruce McLaren       | 5      | 8,5    | –  | –  | 1  | –  | 1  | 2  |
| 10 | −2  | Rodger Ward         | 1      | 8      | 1  | –  | –  | –  | –  | –  |
| 11 | −1  | Jim Rathmann        | 1      | 6      | –  | 1  | –  | –  | –  | –  |
| 12 | −1  | Johnny Thomson      | 1      | 5      | –  | –  | 1  | 1  | 1  | –  |
| 13 | 0   | Harry Schell        | 6      | 5      | –  | –  | –  | –  | –  | 2  |
| 14 | 0   | Innes Ireland       | 4      | 3      | –  | –  | –  | –  | –  | 3  |
| 15 | 0   | Tony Bettenhausen   | 1      | 3      | –  | –  | –  | –  | –  | –  |
| 15 | 0   | Olivier Gendebien   | 1      | 3      | –  | –  | –  | –  | –  | –  |
| 17 | 0   | Jean Behra          | 3      | 2      | –  | –  | –  | –  | –  | 2  |
| 18 | 0   | Paul Goldsmith      | 1      | 2      | –  | –  | –  | –  | –  | –  |
| P  | +/− | Kierowca            | Starty | Punkty | P1 | P2 | P3 | PP | NO | NS |

### Konstruktorzy
Tylko jeden, najwyżej uplasowany kierowca danego konstruktora, zdobywał dla niego punkty. Również do klasyfikacji zaliczano 6 najlepszych wyników.
| P                 | +/− | Konstruktor     | Starty | Punkty  | P1 | P2 | P3 | PP | NO | NS |
| ----------------- | --- | --------------- | ------ | ------- | -- | -- | -- | -- | -- | -- |
| 1                 | 0   | Cooper-Climax   | 31     | 34 (37) | 3  | 2  | 4  | 3  | 4  | 12 |
| 2                 | 0   | Ferrari         | 20     | 28      | 2  | 3  | 2  | 2  | 1  | 7  |
| 3                 | 0   | BRM             | 19     | 18      | 1  | 1  | –  | 1  | 2  | 10 |
| 4                 | 0   | Lotus-Climax    | 13     | 3       | –  | –  | –  | –  | –  | 9  |
| Niesklasyfikowani |     |                 |        |         |    |    |    |    |    |    |
|                   |     | Cooper-Maserati | 8      | 0       | –  | –  | –  | –  | –  | 5  |
|                   |     | Aston Martin    | 6      | 0       | –  | –  | –  | –  | –  | 3  |
|                   |     | Maserati        | 4      | 0       | –  | –  | –  | –  | –  | 1  |
|                   |     | Porsche         | 2      | 0       | –  | –  | –  | –  | –  | 1  |
|                   |     | Cooper-Borgward | 2      | 0       | –  | –  | –  | –  | –  | –  |
|                   |     | JBW-Maserati    | 1      | 0       | –  | –  | –  | –  | –  | 1  |
|                   |     | Vanwall         | 1      | 0       | –  | –  | –  | –  | –  | 1  |
|                   |     | Fry-Climax      | 0      | 0       | –  | –  | –  | –  | –  | –  |
| P                 | +/− | Kierowca        | Starty | Punkty  | P1 | P2 | P3 | PP | NO | NS |